# Pandanus kaida
Pandanus kaida är en enhjärtbladig växtart som beskrevs av Wilhelm Sulpiz Kurz. Pandanus kaida ingår i släktet Pandanus och familjen Pandanaceae. Inga underarter finns listade.